# Liste der Geotope im Landkreis Schwandorf
Diese Liste enthält die Geotope des oberpfälzer Landkreises Schwandorf in Bayern.
Die Liste enthält die amtlichen Bezeichnungen für Namen und Nummern des Bayerischen Landesamt für Umwelt (LfU) sowie deren geographische Lage. Diese Liste ist möglicherweise unvollständig. Im Geotopkataster Bayern sind etwa 3.400 Geotope (Stand März 2020) erfasst. Das LfU sieht einige Geotope nicht für die Veröffentlichung im Internet geeignet. Einige Objekte sind zum Beispiel nicht gefahrlos zugänglich oder dürfen aus anderen Gründen nur eingeschränkt betreten werden.
| Name                                                         | Bild           | Geotop ID | Gemeinde / Lage                 | Geologische Raumeinheit   | Beschreibung | Fläche m² / Ausdehnung m | Geologie                                                                               | Aufschlussart                  | Wert               | Schutzstatus                                           | Bemerkung                       |
| ------------------------------------------------------------ | -------------- | --------- | ------------------------------- | ------------------------- | --- | ------------------------ | -------------------------------------------------------------------------------------- | ------------------------------ | ------------------ | ------------------------------------------------------ | ------------------------------- |
| Ehemalige Steinbrüche NW von Ödmiesbach                      |                | 376A006   | Teunz Position                  | Naabgebirge               | In dem großen, ehemaligen Granitsteinbruch sind fein- bis mittelkörnige helle Zweiglimmergranite des Oberviechtacher Granitmassivs aufgeschlossen. Die Steinbruchwände zeigen eine ausgeprägte und auffällige Klüftung. Der Steinbruch ist ziemlich zugewachsen und verstürzt. | 1000 50 × 20             | Typ: Gesteinsart Art: Granit                                                           | Steinbruch                     | bedeutend          | kein Schutzgebiet                                      |                                 |
| Pingartener Porphyr SSE von Pingarten                        | weitere Bilder | 376A007   | Bodenwöhr Position              | Naabgebirge               | Der ehemalige Steinbruch erschließt Rotliegend-Brekzien, die so genannte Erzhäuser Arkose mit Flussspat-Mineralisationen. Die Strukturen sind an der Bruchwand deutlich zu erkennen. Das Gestein besteht aus einer feinkörnigen Grundmasse mit groben Mineral- und Gesteinsbruchstücken. Wegen der Ähnlichkeit mit vulkanischen Gesteinen erhielt das Sediment fälschlicherweise den Namen Pingartener Porphyr. Die steilstehenden Gesteine wurden an der Pfahlstörung am N-Rand der Bodenwöhrer Senke aufgeschleppt. | 750 150 × 5              | Typ: Typlokalität, Mineralien, Störung Art: Breccie                                    | Steinbruch                     | besonders wertvoll | Naturpark                                              | Bayerns schönste Geotope Nr. 6  |
| Ehemaliger Steinbruch am Regen SW von Marienthal             |                | 376A009   | Nittenau Position               | Regensburger Wald         | In dem bereits seit langer Zeit aufgelassenen Steinbruch steht ein kleinkörniger Zweiglimmergranit an, der stockförmig auftritt und den benachbarten Gailenberg sowie Teile des Schwarz-Berges aufbaut. Der Steinbruch ist sehr stark verwachsen, die Wände sind in der Vegetationsperiode kaum zugänglich. | 10000 200 × 50           | Typ: Gesteinsart Art: Granit                                                           | Steinbruch                     | bedeutend          | Landschaftsschutzgebiet, Naturpark                     |                                 |
| Kalksteinbruch am Brunnberg NW von Burglengenfeld            |                | 376A011   | Burglengenfeld Position         | Mittlere Frankenalb       | Im sehr großräumigen Steinbruch wird Kalkstein für das Zementwerk Burglengenfeld abgebaut. Der Rohstoffabbau begann 1913. Auf der Ostseite des Geländes an der Straße von Burglengenfeld Richtung Dirnau/Bubenhof ist ein Schaupunkt (Erläuterungstafeln, große Kalkblöcke) eingerichtet, von dem man gut in den Steinbruch blicken kann (Fotopunkt). Aufgeschlossen sind mergelarme Bankkalke vom Malm alpha bis zum unteren Delta. Der Malm Beta ist sehr dickbankig entwickelt (bis 4 m Bankmächtigkeit). | 150000 600 × 250         | Typ: Gesteinsart, Schichtfolge, Störung Art: Kalkstein, Mergelstein                    | Steinbruch                     | bedeutend          | kein Schutzgebiet                                      |                                 |
| Ehemaliger Steinbruch NW von Jeding                          |                | 376A013   | Fensterbach Position            | Mittlere Frankenalb       | In dem bereits seit langer Zeit aufgelassenen Steinbruch ist feinkörniger Glaukonitsandstein aus der Oberkreide aufgeschlossen. Der Steinbruch ist heute sehr stark zugewachsen und versumpft. Ein Teich macht den Zugang zu den Aufschlusswänden schwierig. Von dem einstmals aufgeschlossenen Profil [Krumbeck 1918, Lehner 1934] ist nur noch ein kleiner Teil zu sehen. Der Jedinger Sandstein wurde als Baustein abgebaut. | 6250 125 × 50            | Typ: Typlokalität, Gesteinsart Art: Sandstein                                          | Steinbruch                     | wertvoll           | kein Schutzgebiet                                      |                                 |
| Ehemaliger Steinbruch SW von Kadermühle                      |                | 376A014   | Schmidgaden Position            | Naabgebirge               | Im aufgelassenen Steinbruch ist feinkörniger Granit aufgeschlossen, in Klüften findet sich Flussspat. Der Bruch ist relativ stark verwachsen, die Aufschlussverhältnisse sind daher nicht sonderlich gut. Das Geotop liegt teilweise auf der Trasse der geplanten Autobahn A 6 (laufendes Planfeststellungsverfahren!). | 1250 50 × 25             | Typ: Gesteinsart, Mineralien Art: Granit                                               | Steinbruch                     | bedeutend          | kein Schutzgebiet                                      |                                 |
| Felswand am Kolm NE von Oberwarnbach                         | weitere Bilder | 376A019   | Schwarzach bei Nabburg Position | Naabgebirge               | Entlang der ehemaligen Bahntrasse auf der Südseite des Kolm ist mittel- bis grobkörniger Granit mit rötlichen Feldspäten aufgeschlossen. Die steile Felswand ist ziemlich stark verwachsen. In einem aufgelassenen Steinbruch (ca. 100 m weiter E) ist das Gestein in Bruchblöcken etwas besser zu sehen. Der Granit ist Teil eines größeren Granitzugs, der sich parallel zum Pfahl über mehrere Zehnerkilometer erstreckt. | 1000 50 × 20             | Typ: Gesteinsart Art: Granit                                                           | Böschung                       | bedeutend          | Landschaftsschutzgebiet, Naturpark                     |                                 |
| Flussspatgang N von Wölsendorf                               |                | 376A020   | Nabburg Position                | Naabgebirge               | An der steilen Hangböschung streicht ein Flussspatgang (Rolandgang) in mittel- bis grobkörnigem variszischen Granit aus. Das Farbspektrum des Flussspats dieses Ganges, der hier in 2 mehr als 0,5 m breite Trümer aufgespalten ist, ist bemerkenswert (weiß, grün, lila, schwarz). Im Umfeld gibt es mehrere ehemalige Abbaustollen. Der Bereich wurde von Gümbel beschrieben und gezeichnet und wird daher auch als Gümbel-Eck bezeichnet. | 6000 200 × 30            | Typ: Mineralien, Gang, Stollen Art: Granit, Gangmineralisation                         | Böschung                       | besonders wertvoll | Landschaftsschutzgebiet, Naturpark                     |                                 |
| Sandsteinwand NW von Grünwald                                | weitere Bilder | 376A021   | Schwandorf Position             | Bodenwöhrer Senke         | In dem ehemaligen Steinbruch sind mehrfarbig gebänderte Eisensandsteine aus dem Dogger Beta aufgeschlossen. Besonders auffällig sind dunkle Eisenhydroxidlagen (> 1 Zentimeter Mächtigkeit), welche die Sandsteine durchziehen und im Anschnitt als wellige Bänder erscheinen. An vielen Stellen sind noch Schrämspuren vom Sandsteinabbau zu erkennen. Sie zeigen, dass der Sandstein relativ einfach zu bearbeiten war. Er wurde früher als Werksandstein z. B. zum Bau von Häusern und Brücken abgebaut. | 200 20 × 10              | Typ: Gesteinsart Art: Sandstein                                                        | Steinbruch                     | bedeutend          | kein Schutzgebiet                                      |                                 |
| Schlucht NW von Taxöldern                                    |                | 376A022   | Bodenwöhr Position              | Bodenwöhrer Senke         | In der Schlucht sind dicke, grobe Sandsteinbänke des Oberen Pflanzensandsteins aufgeschlossen. Die Feldspat führenden Quarzsandsteine (mit kleinen Quarzgeröllen) sind hier nicht sehr stark verfestigt. Bei Erzhäuser wurde der Sandstein als Bausandstein abgebaut. | 200 10 × 20              | Typ: Gesteinsart Art: Sandstein                                                        | Prallhang/Flussbett/Bachprofil | wertvoll           | Landschaftsschutzgebiet, Naturpark                     |                                 |
| Oberturon-Sandstein am Dachsberg SE von Schwarzenfeld        |                | 376A023   | Schwarzenfeld Position          | Bodenwöhrer Senke         | Im flachen Gipfel-Bereich des Dachsberges (bewaldete Kuppe) trifft man auf eine Ansammlung von mehr oder weniger anstehenden Blöcken aus einem hellen ungleichkörnigen, teils quarzitisch gebundenen Sandstein der Kreidezeit. Der Dachsberg liegt im Bereich eines Streifens aus steilstehenden Oberkreide-Schichten nahe der Pfahlstörung. Die Gesteine des Deckgebirges sind nahe der Grenze zum kristallinen Grundgebirge am Nordrand des Bodenwöhrer Halbgabens in Schollen aufgeschleppt. | 600 20 × 30              | Typ: Gesteinsart Art: Sandstein                                                        | Block                          | bedeutend          | Naturdenkmal, Landschaftsschutzgebiet, Naturpark       |                                 |
| Granitaufschluss N von Steinmühle                            | weitere Bilder | 376A028   | Oberviechtach Position          | Naabgebirge               | Entlang der Strassenböschung ist feinkörniger Zweiglimmergranit mit Biotitbutzen aufgeschlossen. Der Granit ist stark geklüftet. Der Aufschluss eignet sich gut als Exkursionspunkt (brauchbare Aufschlussverhältnisse, leicht erreichbar). | 500 50 × 10              | Typ: Gesteinsart Art: Granit                                                           | Böschung                       | wertvoll           | Naturpark                                              |                                 |
| Granitsteinbruch W von Häuslberg                             |                | 376A029   | Guteneck Position               | Naabgebirge               | In dem inzwischen vermutlich aufgelassenen Steinbruch ist feinkörniger Granit des Oberviechtacher Granitmassivs aufgeschlossen. Der Steinbruch ist ziemlich zugewachsen, die Aufschlusswände sind wegen des Bewuchses schwer zugänglich. In dem Steinbruch wurden früher Pflastersteine gewonnen, später diente er zur Schottergewinnung. | 5000 100 × 50            | Typ: Gesteinsart Art: Granit                                                           | Steinbruch                     | wertvoll           | Landschaftsschutzgebiet, Naturpark                     |                                 |
| Gneisaufschluss am Burgberg von Nabburg                      | weitere Bilder | 376A030   | Nabburg Position                | Naabgebirge               | Die Felswand, die den Ostabfall des Burgbergs von Nabburg bildet, bietet einen guten Aufschluss von Cordierit-Sillmanit-Gneis. Der deutlich geschieferte Gneis ist von aplitischen und pegmatitischen Gängen durchzogen. Die Aufschlusswand ist über die kleine Straße neben der Bahnlinie zugänglich. | 1000 100 × 10            | Typ: Gesteinsart Art: Gneis, Granit                                                    | Hanganriss/Felswand            | bedeutend          | Naturpark                                              |                                 |
| Braunkohletagebau S von Wackersdorf                          | weitere Bilder | 376A031   | Wackersdorf Position            | Bodenwöhrer Senke         | Das ehem. Braunkohlefeld gehört zu einem Seitenast des Urnaab-Rinnensystems, der bei Wackersdorf beginnt und nordöstlich Klardorf die Hauptrinne erreicht. Der verzweigte Seitenast barg die bedeutendsten und besten Braunkohlevorkommen der Oberpfalz. Der ehem. Braunkohletagebau ist heute weitgehend rekultiviert. Auf der Sohle zeigt sich beginnende Sukzession durch lockeren Bewuchs und Wasseransammlung. Der West-Teil ist verfüllt (Asche), im Süden wird die Kohle für das Kraftwerk Dachelhofen zwischengelagert. | 250000 500 × 500         | Typ: Schichtfolge, Gesteinsart Art: Braunkohle, Sand                                   | Tagebau                        | wertvoll           | kein Schutzgebiet                                      | Bayerns schönste Geotope Nr. 99 |
| Schottergrube E von Heidweiherhöf                            |                | 376A032   | Neukirchen-Balbini Position     | Naabgebirge               | In der weitgehend aufgelassenen Schottergrube (nur noch sporadische Materialentnahme) wird ein teilweise zersetzter, stark gestörter Granit von rötlicher Färbung als Schotter abgebaut. Das Gestein ist durch die Pfahlstörung tektonisch stark mitgenommen. Das Geotop liegt im Landkreis Schwandorf, wurde aber ursprünglich unter 372A009 (Lkr. Cham) aufgenommen! | 4900 70 × 70             | Typ: Gesteinsart Art: Granitgrus                                                       | Kiesgrube/Sandgrube            | bedeutend          | Landschaftsschutzgebiet, Naturpark                     |                                 |
| Tongrube am Silberberg SW von Bruck i. d. Opf.               |                | 376A034   | Bruck in der Oberpfalz Position | Bodenwöhrer Senke         | In der großen Tongrube wird Opalinuston abgebaut. Teile der Grube sind wieder verfüllt, in anderen Bereichen ist der Ton an der geböschten Grubenwand unter einer dünnen Lage Nachbruchmaterial erschürfbar. Der dunkelgraue, in feine Plättchen zerfallende Ton enthält Kalk- und Toneisensteinknollen sowie Gipskristalle, die sich am Wandfuß angereichert haben. Die Grube ist eine der wenigen Stellen im Landkreis, wo Opalinuston aufgeschlossen ist. | 12000 150 × 80           | Typ: Gesteinsart, Schichtfolge, Diskordanz Art: Ton, Sandstein                         | Lehmgrube/Tongrube/Mergelgrube | wertvoll           | Naturpark                                              |                                 |
| Gneisfelsen Dachsbau am Signalberg NE von Pondorf            |                | 376A036   | Weiding Position                | Hinterer Oberpfälzer Wald | Im Gipfelbereich des Signalberges stehen zahlreiche Gneisklippen an. Die Felsen sind zwar überwiegend stark mit Flechten bewachsen, trotzdem sind in der Anwitterung verschiedene metamorphe Gefügeelemente wie Schieferung und Kleinfältelung zu erkennen. Der deutlich gebänderte Gneis enthält zahlreiche meist langgestreckte Quarzknauern (bis Kindskopfgröße). | 900 60 × 15              | Typ: Gesteinsart, Metamorphes Gefüge, Felskuppe Art: Cordierit, Sillimanit, Gneis      | Felshang/Felskuppe             | bedeutend          | Naturdenkmal, Landschaftsschutzgebiet, Naturpark       |                                 |
| Magdalenafels E von Schönsee                                 | weitere Bilder | 376A037   | Schönsee Position               | Hinterer Oberpfälzer Wald | Unweit der St. Magdalenakapelle kommen am Hang zahlreiche Gneisnasen zu Tage. Im Umfeld sind viele Gneisblöcke verstreut. In den Blöcken sind das Gestein und sein Gefüge schön aufgeschlossen. Besonders deutlich zeigt eine Felsplatte unmittelbar neben der Kapelle die metamorphen Gefügeelemente. Zu sehen sind z. B. Schieferung, Trennung in helle und dunkle Bänder, Fältelungen, diverse Einschlüsse (von Gneis umflossen) und Quarzknauern. | 1000 50 × 20             | Typ: Gesteinsart, Metamorphes Gefüge Art: Cordierit, Sillimanit, Gneis                 | Hanganriss/Felswand            | bedeutend          | Naturdenkmal, Naturpark                                |                                 |
| Steinbrüche am Schwammerling bei Schwandorf                  | weitere Bilder | 376A038   | Schwandorf Position             | Bodenwöhrer Senke         | Der Schwammerling ist ein Aussichtspunkt über der Altstadt von Schwandorf. In der Umgebung befinden sich mehrere alte Steinbrüche im Eisensandstein des Dogger Beta. | 10000 100 × 100          | Typ: Gesteinsart Art: Sandstein                                                        | Steinbruch                     | bedeutend          | kein Schutzgebiet                                      |                                 |
| Quarzbruch am Hirschberg E von Hofenstetten                  |                | 376A039   | Neunburg vorm Wald Position     | Naabgebirge               | Nordwestlich des Aussichtsturms am Hirschberg-Gipfel befindet sich ein aufgelassener Steinbruch in Pfahlquarz. Die mehrphasige Zerbrechung und Wiederverheilung des Quarzgesteins ist gut erkennbar. | 5000 100 × 50            | Typ: Gesteinsart, Metamorphes Gefüge Art: Gangquarz                                    | Steinbruch                     | wertvoll           | Naturschutzgebiet, Landschaftsschutzgebiet, Naturpark  |                                 |
| Braunkohlenaufschluss am Lindensee S von Hofenstetten        |                | 376A041   | Neunburg vorm Wald Position     | Bodenwöhrer Senke         | Am Nordufer des Lindensees (S von Hofenstetten) sind in zahlreichen Erosionsrinnen immer wieder kleinere Aufschlüsse von Braunkohlentertiär anzutreffen. Die Verhältnisse wechseln erosionsbedingt häufig. | 250 50 × 5               | Typ: Gesteinsart, Schichtfolge, Tagebau Art: Braunkohle, Sand                          | Tagebau                        | wertvoll           | Landschaftsschutzgebiet, Naturpark                     |                                 |
| Ehemaliges Braunkohlengrubenfeld Rauberweiher                | weitere Bilder | 376G001   | Wackersdorf Position            | Bodenwöhrer Senke         | Wie viele ehemalige Tagebaue ist auch dieser ehemalige Abbau heute mit Grundwasser gefüllt. Eine kilometerlange Seenreihe charakterisiert das ehemalige Bergbaugebiet. Einzelne Bergbauanlagen liegen noch über das Gelände verteilt. | 8000000 8000 × 1000      | Typ: Tagebau Art: Ton, Sand, Braunkohle                                                | sonstiger Aufschluss           | bedeutend          | Naturschutzgebiet, Landschaftsschutzgebiet, Naturpark  |                                 |
| Flussspatgrube Erika SE von Freiung                          |                | 376G003   | Stulln Position                 | Naabgebirge               | Die Flussspatgrube Erika war eine der zahlreichen Flussspatgruben in der Oberpfalz im Raum Nabburg. Die Flussspatförderung begann 1923. Im Jahr 1973 wurde der Betrieb, nachdem das Vorkommen erschöpft war, eingestellt und die Grube stillgelegt. Das Gelände ist heute verfallen, der Schacht verschlossen. 2002 kam es nahe dem ehemaligen Hauptschacht durch Einsturz im unterirdischen Grubengebäude zu einem Erdfall, der wieder verfüllt ist. | 8000 100 × 80            | Typ: Schacht Art: Granit, Gangmineralisation                                           | kein Aufschluss                | bedeutend          | kein Schutzgebiet                                      |                                 |
| Ehemaliges Schaubergwerk Reichhart-Schacht in Freiung        |                | 376G004   | Stulln Position                 | Naabgebirge               | Von den zahlreichen Flussspat-Gruben im Nabburger Bergbaurevier (seit 1987 alle aufgelassen) war einzig der Reichhart-Schacht als Besucherbergwerk zu besichtigen. Aufgeschlossen war u. a. ein lehrbuchhaft zonar gebauter Fluorit-Baryt-Gang (Flussspat-Schwerspat-Gang). Um die Zugänglichkeit einiger Sohlen zu erhalten, mussten pro Tag 400 bis 500 Kubikmeter Wasser aus der Grube abgepumpt werden. Inzwischen ist das Besucherbergwerk geschlossen. Die Untertageanlagen stehen unter Wasser. | 10000 100 × 100          | Typ: Schacht, Mineralien Art: Granit, Gangmineralisation                               | kein Aufschluss                | bedeutend          | Denkmalschutz                                          |                                 |
| Ehemalige Flussspatgrube Hermine E von Freiung               |                | 376G005   | Nabburg Position                | Naabgebirge               | Der Hermine-Gang des Flussspatreviers Wölsendorf wurde übertägig bereits im 19. Jahrhundert sporadisch abgebaut. Der erste untertägige Abbau auf Flussspat begann 1917. Die eigentliche Grube Hermine wurde 1943 errichtet. Im Mai 1987 wurden die Grube Hermine und die Grube Helene als letzte verbliebene Flussspat-Bergbaue gleichzeitig stillgelegt. Damit erlosch der Bergbau im Wölsendorfer Revier endgültig. | 20000 200 × 100          | Typ: Schacht Art: Granit, Gangmineralisation                                           | kein Aufschluss                | bedeutend          | Landschaftsschutzgebiet, Naturpark                     |                                 |
| Ehemalige Flussspatgrube Erna NE von Stulln                  |                | 376G006   | Stulln Position                 | Naabgebirge               | Die Grube Erna baute ab 1940 nach der Zusammenlegung einiger Kleinstbetriebe Flussspat mehrerer Gänge (u. a. Erna, Anna I, Anna II) ab. Das Fördergut wanderte hier direkt in die Aufbereitungsanlagen. 1981 wurde die Grube stillgelegt. Der hölzerne Förderturm und die Holzbrücke zur Aufbereitung (Abb. 3 und 4, Jahr 2005 bzw. 2000) wurden später abgerissen. Das Gebäude der früheren Aufbereitung steht noch. Darin sind jetzt allerdings Industriebetriebe (u. a. Metallbaufirma) angesiedelt, sowie ein privater Haushalt. Daher kann es nicht betreten werden! | 7500 150 × 50            | Typ: Schacht Art: Granit, Gangmineralisation                                           | kein Aufschluss                | bedeutend          | Denkmalschutz                                          |                                 |
| Ehemaliger Steinbruch SE von Prackendorf                     |                | 376G007   | Dieterskirchen Position         | Naabgebirge               | Der Granitsteinbruch wurde in den 1960er Jahren stillgelegt. Im oberen Teil liegt vor der steilen Bruchwand ein See. | 10000 100 × 100          | Typ: Steinbruch/Grube, Gesteinsart Art: Granit                                         | Steinbruch                     | bedeutend          | Landschaftsschutzgebiet, Naturpark                     |                                 |
| Ehemaliger Schwerspat-Stollen W von Furthmühle               | weitere Bilder | 376G008   | Schwarzach bei Nabburg Position | Naabgebirge               | Direkt neben der Straße findet sich das Mundloch eines ehemaligen Schwerspat-Stollens. Es handelt sich um ein kurzes (aber verzweigtes) Stollensystem in rötlichem Granit. In der Firste zeigen sich Reste des abgebauten Schwerspat-Ganges. Das Mineral Schwerspat (mineralogische Bezeichnung: Baryt, chemiscHöhe Bariumsulfat) hat seinen Namen auf Grund seiner relativ hohen Dichte (4,5) erhalten. Es ist ein hydrothermales Gangmineral und kommt oft als Begleitmineral von Flussspat (Fluorit) vor. | 50 50 × 1                | Typ: Stollen Art: Granit, Gangmineralisation                                           | Tunnel/Stollen/Schacht         | wertvoll           | Landschaftsschutzgebiet, Naturpark                     |                                 |
| Ehem. Granitsteinbrüche SE von Gleiritsch                    |                | 376G009   | Gleiritsch Position             | Naabgebirge               | Zahlreiche große alte Granitsteinbrüche zeugen in dem bewaldeten Hang von früherer Abbautätigkeit. | 60000 300 × 200          | Typ: Steinbruch/Grube Art: Granit                                                      | Steinbruch                     | bedeutend          | Landschaftsschutzgebiet, Naturpark                     |                                 |
| Felsenkeller in Schwandorf                                   | weitere Bilder | 376G010   | Schwandorf Position             | Bodenwöhrer Senke         | Unter dem Weinberg in Schwandorf verbirgt sich, über mehrere Stockwerke angelegt, ein riesiges System von Felsenkellern (geschätzte Gesamtganglänge: 6 km). Erforschung und Sanierung der Anlagen sind im Gange. Ein Teil der erschlossenen Keller kann über die Stadt Schwandorf besichtigt werden. Bau der Keller mindestens seit dem 15. Jhd. (Bierlager) bis hinein ins 20. Jhd. (u. a. Luftschutzbunker). Die direkt in den Fels geschlagenen Kellerräume bieten fantastische Aufschlüsse im Eisensandstein. | 30000 6000 × 5           | Typ: Felsenkeller, Gesteinsart Art: Sandstein                                          | Felsenkeller                   | wertvoll           | Denkmalschutz                                          |                                 |
| Ehem. Schaubergwerk Heinrich-Kocher-Stollen E von Wölsendorf |                | 376G011   | Schwarzach bei Nabburg Position | Naabgebirge               | Im Heinrich-Kocher-Stollen wurde von 1937 bis 1952 Flussspat abgebaut. Das früher hier betriebene Schaubergwerk existiert nicht mehr, das Stollenmundloch ist vergittert. | 20 10 × 2                | Typ: Stollen, Gesteinsart, Mineralien Art: Gangmineralisation, Granit                  | Tunnel/Stollen/Schacht         | bedeutend          | Landschaftsschutzgebiet, Naturpark                     |                                 |
| Güttingloch und Goldbergbauspuren Gütting-Unterlangau        |                | 376G012   | Oberviechtach Position          | Hinterer Oberpfälzer Wald | Im Gütting-Wald bei Unterlangau finden sich ausgedehnte Schürfe und Halden als Relikte des historischen Goldbergbaus. Die Situation wird durch einen Info-Pavillon und einen Lehrpfad erläutert. Das Geotop ist als Bodendenkmal geschützt (Denkmal-Nr. D-3-6440-0003). | 60000 300 × 200          | Typ: Seifenwäscherei, Tagebau, Pinge/nfeld, Halde Art: Cordierit, Sillimanit, Gneis    | Schurf                         | wertvoll           | Bodendenkmal, Landschaftsschutzgebiet, Naturpark       |                                 |
| Goldbergbauspuren im Murachtal unterhalb von Tannermühle     |                | 376G014   | Schönsee Position               | Hinterer Oberpfälzer Wald | Im Murachtal unterhalb von Tannermühle bei Unterlangau befindet sich an der Murach, im Braunbeergraben und am Forellenbach ein ausgedehntes Areal mit Relikten eines historischen Bergbaues auf Seifengold. Erhalten sind großflächige Waschhalden und Schürfe. Ein Lehrpfad erläutert den Goldbergbau in historischer und geologischer Hinsicht. Geführte Wanderungen auf dem Lehrpfad werden ebenso angeboten, wie Goldwaschen am Forellenbach. Eine Info-Stelle befindet sich in geringer Entfernung bei Unterlangau. Das Geotop steht, zusammen mit Bereich Unterlangau als Bodendenkmal unter Schutz (Denkmal-Nr. D-3-6440- 0003). | 140000 700 × 200         | Typ: Seifenwäscherei, Schurf, Tagebau, Halde Art: Cordierit, Sillimanit, Gneis         | Pinge                          | wertvoll           | Bodendenkmal, Landschaftsschutzgebiet, Naturpark       |                                 |
| Ehem. Flintstein-Abbau S von Saltendorf                      |                | 376G015   | Teublitz Position               | Mittlere Frankenalb       | Im Hochwald auf dem Plateau südlich von Saltendorf befinden sich mehrere Pingen, die von einem neuzeitlichen Flintstein-Abbau zeugen. Im Bereich des schon in der Steinzeit genutzten Vorkommens wurde der Flintstein (Hornstein-Knollen) v. a. zwischen 1794 und 1808 in einem regelrechten Grubenfeld bergmännisch in bis zu 15 m tiefen Tagesschächten gewonnen. Zu der Zeit, als die hier abgebauten Feuersteine für Steinschlossgewehre verwendet wurden, gehörten sie zu den hochwertigsten der gesamten Region. Heute sind nur mehr zwei größere Pingen von weniger als zwei Metern Tiefe sowie zahlreiche kleinere Vertiefungen im Wald erhalten. Auf den nördlich bis nordwestlich gelegenen landwirtschaftlichen Nutzflächen wurden alle Abbaustellen eingeebnet. Allerdings sind dort, anders als im Hochwald, gute Funde von Hornstein-Knollen und -Abschlägen möglich. Das ehemalige Abbaugelände wird von einem markierten Wanderweg (Nr. 6, Panoramasteig im Städtedreieck) durchquert. Teile des Geländes stehen als Bodendenkmal (Denkmal Nr. D-3-6738-0050) unter besonderem Schutz. | 10000 100 × 100          | Typ: Pinge/nfeld Art: Lehm, Hornstein, Sand                                            | Pinge                          | wertvoll           | Bodendenkmal                                           |                                 |
| Schwefelquelle in Schwandorf                                 |                | 376Q001   | Schwandorf Position             | Bodenwöhrer Senke         | Die gefasste Quelle am Ostrand des Holz- und Weinberges entspringt dem Dogger-Grundwasserstockwerk. Die Quelle schüttet beständig 0,1–0,2 l/s. Das Wasser ist auffällig Schwefelwasserstoff-haltig, was meist auch zu riechen ist. | 1 1 × 1                  | Typ: Schichtquelle Art: Sandstein                                                      | kein Aufschluss                | bedeutend          | Naturdenkmal                                           |                                 |
| Gögglbachquelle SW von Gögglbach                             |                | 376Q002   | Schwandorf Position             | Mittlere Frankenalb       | Die Gögglbachquelle (auch Göggelbach) entspringt im Grenzbereich Dogger-Malm. Bis etwa 150 m unterhalb der Quelle entstanden durch die biogen unterstützte Kalkausfällung zahlreiche, bis zu einem Meter hohe Tuffkaskaden. Im näheren Umfeld gibt es auch geologische Aufschlüsse: In einem Hohlweg ca. 600 m nordöstlich der Quelle steht Eisensandstein des Dogger Beta (Oberes Aalenium) an, ein aufgelassener Steinbruch etwa 200 östlich, erschließt den Mergelkalk des unteren Malm (Oxfordium), der das Hangende der Quelle bildet. Die Quelle befindet sich nur ca. 100 m nördlich eines markierten Wanderwegs (Schwandorfer Panoramaweg). Eine Informationstafel des Oberpfälzer Waldverein gibt Erläuterungen zu Geologie und Hydrologie. Trotz Schneeschmelze betrug die Schüttung zum Zeitpunkt der Aufnahme nur etwa 1 l/s. | 200 100 × 2              | Typ: Schichtquelle Art: Kalkstein, Kalktuff                                            | sonstiger Aufschluss           | wertvoll           | kein Schutzgebiet                                      |                                 |
| Rainstein N von Marienthal                                   |                | 376R001   | Nittenau Position               | Regensburger Wald         | Der Rainstein ist eine hochaufragende Felsnase aus Granit am Nordufer des Regens, die aber wegen des hohen Baumbewuchses verdeckt ist. Die Felsen zeigen die typischen rundlichen Formen der Wollsackverwitterung. Am Fuss der Felswand liegen zahlreiche große Blöcke. Beim Gestein handelt es sich um sogenannten Kristallgranit 1 des Regensburger Waldes, einen mittel- bis grobkörnigen Zweiglimmergranit mit auffälligen Feldspateinsprenglingen. | 10000 100 × 100          | Typ: Felswand/-hang Art: Granit                                                        | Hanganriss/Felswand            | bedeutend          | Landschaftsschutzgebiet, Naturpark                     |                                 |
| Hochfels mit Blockheide NE von Stadlern                      | weitere Bilder | 376R002   | Stadlern Position               | Hinterer Oberpfälzer Wald | Als Hochfels wird eine Felsrippe aus Cordierit-Sillimanit-Flasergneis bezeichnet, die markant aus der Umgebung herausragt. Im Umfeld stehen weitere Gneiskuppen an. Umgeben sind die Felsen von zahlreichen Blöcken, die teils als Einzelblöcke, teils als regelrechtes Blockfeld auftreten und von Heidevegetation eingerahmt sind. Die Blöcke stammen aus pleistozänen Verwitterungs- und Abtragungsvorgängen. Teilweise ist der anstehende Gneis an Ort und Stelle durch Frostsprengung zerfallen. | 33000 150 × 220          | Typ: Felskuppe, Gesteinsart, Blockstrom Art: Cordierit, Sillimanit, Gneis              | Felshang/Felskuppe             | wertvoll           | Naturdenkmal, Landschaftsschutzgebiet, Naturpark       | Bayerns schönste Geotope Nr. 80 |
| Burgfels Reichenstein NE von Stadlern                        | weitere Bilder | 376R003   | Stadlern Position               | Hinterer Oberpfälzer Wald | Der Felshang unterhalb der Burgruine Reichenstein ist von Einzelfelsen und Felsrippen aus Gneis durchzogen. Da die Felsen meist ziemlich zugewachsen sind, sind die Aufschlussverhältnisse vergleichsweise schlecht. Nur vereinzelt ist an einigen Felsen das Gestein besser zu erkennen. Eines der Felswändchen wird als kurzer Kletterfelsen genutzt. | 12000 300 × 40           | Typ: Felswand/-hang, Gesteinsart Art: Cordierit, Sillimanit, Gneis                     | Hanganriss/Felswand            | bedeutend          | Naturdenkmal, Landschaftsschutzgebiet, Naturpark       |                                 |
| Weingartenfels NNW von Waldhäuser                            | weitere Bilder | 376R004   | Schönsee Position               | Hinterer Oberpfälzer Wald | Der Weingartenfels ist mit 896 m der höchste Punkt im Landkreis Schwandorf. Im Bereich des Gipfels stehen mehrere Felsklippen aus Gneis an. Ein über den Wald hinausragender Aussichtsturm (Böhmerwaldturm) erlaubt einen schönen Rundblick über die bewaldeten Höhen des Bayerisch-Böhmischen Grenzgebietes. | 200 20 × 10              | Typ: Felswand/-hang, Gesteinsart Art: Cordierit, Sillimanit, Gneis                     | Felshang/Felskuppe             | bedeutend          | Naturdenkmal, Landschaftsschutzgebiet, Naturpark       |                                 |
| Felskuppe SW von Wildstein                                   | weitere Bilder | 376R005   | Teunz Position                  | Naabgebirge               | Der Gipfel des Wildsteins wird von einem massigen, steil nach Westen abfallenden Gneisfelsen aufgebaut. Im Gipfelbereich gibt es weitere Felsfreistellungen. Zwischen diesen Felsen stand früher eine Burg, ein auffälliger Wall markiert heute noch die ehemalige Anlagen (Sommer 2005: archäologische Grabungen). Vom höchsten Punkt hat man einen guten Blick auf den Oberpfälzer Wald. Unmittelbar am Westfuß des Gipfelfelsens schließt sich ein offenes Blockfeld an. | 100 20 × 5               | Typ: Felskuppe, Blockstrom Art: Biotit, Plagioklas, Gneis                              | Felshang/Felskuppe             | bedeutend          | Naturdenkmal, Landschaftsschutzgebiet, Naturpark       |                                 |
| Granitblock Sattelroß S von Niesaß                           |                | 376R007   | Dieterskirchen Position         | Naabgebirge               | Das Sattelroß, ein großer Granitblock aus Oberviechtacher Granit, weist die ungewöhnliche Form eines Sattels auf. Der Felsblock liegt etwa 100 m von der Straße entfernt im Wald und ist über einen Trampelpfad zu erreichen. | 9 4 × 2                  | Typ: Felsblock Art: Granit                                                             | Block                          | wertvoll           | Naturdenkmal, Landschaftsschutzgebiet, Naturpark       |                                 |
| Oberviechtacher Granitmassiv W von Obermurach                | weitere Bilder | 376R008   | Oberviechtach Position          | Naabgebirge               | Der hochaufragende Felsen, auf dem die Burgruine Obermurach steht, besteht aus feinkörnigem Granit des Oberviechtacher Granitmassivs. In der Umgebung liegen viele Granitblöcke. | 10000 200 × 50           | Typ: Felsburg, Blockstrom Art: Granit                                                  | Felshang/Felskuppe             | bedeutend          | Naturdenkmal, Landschaftsschutzgebiet, Naturpark       |                                 |
| Granitbuckel SW von Nefling                                  |                | 376R009   | Neunburg vorm Wald Position     | Naabgebirge               | Der kleine Felsbuckel besteht aus wollsackverwittertem Granit. Der ca. 3 × 3 m große Aufschluss zeigt den typischen Neunburger Granit mit großkristallinen Feldspäten von bis zu 3 cm Kantenlänge. | 200 10 × 20              | Typ: Felskuppe, Gesteinsart Art: Granit                                                | Felshang/Felskuppe             | bedeutend          | Naturdenkmal, Landschaftsschutzgebiet, Naturpark       |                                 |
| Druidenstein bei Kröblitz                                    | weitere Bilder | 376R010   | Neunburg vorm Wald Position     | Naabgebirge               | Auf einer Anhöhe finden sich teils verstreut, teils aufeinandergetürmt mächtige Granitblöcke, die wollsackartig verwittern. Der oberste Stein hat auf ebener Fläche ein kreisrundes Loch, das vermutlich künstlich hergestellt wurde (Alter unbekannt – evtl. aus keltischer Zeit). Die Blöcke bestehen aus porphyrischen Granit und enthalten stellenweise zahlreiche Gesteinseinschlüsse. | 400 20 × 20              | Typ: Wollsackbildung, Felskuppe Art: Granit                                            | Felshang/Felskuppe             | wertvoll           | Naturdenkmal, Naturpark                                |                                 |
| Kulzer Moos NW von Thanstein                                 | weitere Bilder | 376R011   | Thanstein Position              | Naabgebirge               | Im Kulzer Moos sind zahlreiche Torfstiche zu finden, die der Brennmaterialgewinnung gedient hatten. Die heute stark verwachsenen Torfstiche sind am Bewuchs und an ihrer unregelmäßigen Bodenform zu erkennen. Das Kulzer Moos, heute als Naturschutzgebiet ausgewiesen, geht vermutlich auf einen verlandeten See aus der letzten Eiszeit zurück. Es ist nur ein Beispiel von vielen Mooren und Feuchtgebieten im Oberpfälzer Wald. Von Osten führt ein Moorlehrpfad durch das Areal. | 200000 1000 × 200        | Typ: Niedermoor Art: Torf                                                              | kein Aufschluss                | bedeutend          | Naturschutzgebiet, Landschaftsschutzgebiet, FFH-Gebiet |                                 |
| Lenkenhammerfels WSW von Muggenthal                          | weitere Bilder | 376R012   | Schönsee Position               | Hinterer Oberpfälzer Wald | Südöstlich der Straße ragen einige Felsnasen aus Cordierit-Sillimanit-Gneis aus dem Hang. Da die Felsen aber ziemlich zugewachsen sind, ist die Aufschlusssituation relativ schlecht. Am Fuß der Felswand liegen zahlreiche Gneisblöcke. | 3600 60 × 60             | Typ: Felswand/-hang Art: Cordierit, Sillimanit, Gneis                                  | Hanganriss/Felswand            | bedeutend          | Naturdenkmal, Landschaftsschutzgebiet, Naturpark       |                                 |
| Wotanstein im Hinteren Fuchswinkel SE von Rosenthal          |                | 376R013   | Weiding Position                | Hinterer Oberpfälzer Wald | Die bizarr geformten, stark zerklüfteten Felsgebilde, mit z. T. spaltenbedeckenden Blöcken vermitteln Höhlencharakter. Zahlreiche Quarzmineralisationen sind mehrere Quadratmeter groß. | 1600 40 × 40             | Typ: Felsturm/-nadel Art: Cordierit, Sillimanit, Gneis                                 | Hanganriss/Felswand            | wertvoll           | Landschaftsschutzgebiet, Naturpark                     |                                 |
| Wollsackartiger Granitblock SSW von Nefling                  |                | 376R016   | Neunburg vorm Wald Position     | Naabgebirge               | Südlich der Straße im Wald liegt ein einzelner Granitblock mit der charakteristischen rundlichen Form, die durch Wollsackverwitterung entsteht. Der besonders große Wollsack besteht aus einem großkörnigen Granit mit Feldspatgroßkristallen. | 90 15 × 6                | Typ: Wollsackbildung Art: Granit                                                       | Block                          | wertvoll           | Naturpark                                              |                                 |
| Serpentinit-Buckel S von Antelsdorf                          |                | 376R017   | Oberviechtach Position          | Naabgebirge               | Es handelt sich um insgesamt vier kleine Serpentinitvorkommen, die sich morphologisch als kleine Buckel abzeichnen. Auch die Vegetation hebt sich durch Trockenrasen bzw. Kiefernwäldchen von der Umgebung ab. | 3000 150 × 20            | Typ: Gesteinsart, Härtling Art: Serpentinit, Granit, Gneis                             | Hanganriss/Felswand            | bedeutend          | Landschaftsschutzgebiet, FFH-Gebiet, Naturpark         |                                 |
| Serpentinitrücken N von Niedermurach                         |                | 376R018   | Niedermurach Position           | Naabgebirge               | Der Serpentinitrücken ragt mit steilen, teilweise felsigen Hängen in das Murachtal hinein. Der Serpentinit ist gut aufgeschlossen und bislang nicht durch Abbau gestört. Die Hänge sind mit Trockenrasen und Kiefern bestanden. Eine Schautafel (natura 2000) oberhalb an der Südwestseite erläutert die biologischen Besonderheiten dieses Standorts mit Serpentinit im Untergrund. | 15000 150 × 100          | Typ: Gesteinsart, Härtling Art: Serpentinit                                            | Hanganriss/Felswand            | wertvoll           | Naturdenkmal, Landschaftsschutzgebiet, FFH-Gebiet      |                                 |
| Wasserstein im Frauen-Holz SE von Fischbach                  | weitere Bilder | 376R019   | Nittenau Position               | Regensburger Wald         | Der Wasserstein ist der Gipfelblock eines Ensembles aus Granitfelsen, welche die typischen rundlichen Formen einer Wollsackverwitterung zeigen. Auf der Oberseite des großen Felsens, der mit Hilfe einer Leiter erklettert werden kann, findet sich ein natürliches flaches Felsbecken, das mit Wasser gefüllt ist und in eine Rinne mündet. Der Granitblock zeigt weitere Erosionsformen wie karrenartige Eintiefungen (Rinnen) und kolkartige Becken. | 20 5 × 4                 | Typ: Felsblock, Wollsackbildung, Felskuppe Art: Granit                                 | Block                          | wertvoll           | Naturdenkmal, Landschaftsschutzgebiet, Naturpark       |                                 |
| Blockstrom NE von Warnthal                                   |                | 376R020   | Dieterskirchen Position         | Naabgebirge               | Am Aschadurchbruch zwischen den Granithügeln Kohlhügel und Warnberg findet sich südöstlich des Flusses (von der Straße aus zugänglich) ein Blockfeld aus großen Granitblöcken. Solche Blockfelder sind in den Granitarealen des Oberpfälzer Waldes häufig. Die Blöcke aus grobkörnigem Granit sind im Pleistozän als Blockstrom vom benachbarten Warnberg herabgekommen. Das Periglazialklima im Pleistozän begünstigte die Bildung (Frostsprengung) und die Bewegung der Blöcke (Bodenfließen). | 3000 75 × 40             | Typ: Blockstrom Art: Granit                                                            | Block                          | wertvoll           | Landschaftsschutzgebiet, FFH-Gebiet, Naturpark         |                                 |
| Kalvarienberg W von Winklarn                                 |                | 376R021   | Winklarn Position               | Naabgebirge               | Unter dem morphologisch herausragenden Kalvarienberg verbirgt sich ein langgestreckter Serpentinitkörper, der als Härtling der Abtragung besser widerstand als die umgebenden Gneise. Auf der steilen Ostseite des Hügels an einem Fußweg östlich des Kreuzweges ist an zwei Stellen (je ca. 20 m²) der Serpentinit aufgeschlossen. Das im frischen Bruch sehr dunkle Gestein wittert weißlich an. Im frischen Bruch ist zu sehen, dass der Serpentinit gitterartig von verheilten Klüften durchzogen ist. | 6000 150 × 40            | Typ: Härtling, Gesteinsart Art: Serpentinit                                            | Hanganriss/Felswand            | bedeutend          | Naturdenkmal, Landschaftsschutzgebiet, FFH-Gebiet      |                                 |
| Felsrippe Steinfelsen ENE von Schönsee                       | weitere Bilder | 376R022   | Schönsee Position               | Hinterer Oberpfälzer Wald | Die Felsen aus Gneis ziehen als markante Felsrippe den Hang hinab. Während der untere Bereich im Wald liegt, findet sich am oberen Ende der Rippe eine kleine Waldlichtung. Obwohl die Felsen überwiegend stark mit Flechten und Moosen überzogen sind, lassen sich auf den verwitterten Felsoberflächen Schieferungsstrukturen in dem metamorphen Gestein erkennen. | 1800 120 × 15            | Typ: Felswand/-hang, Gesteinsart, Metamorphes Gefüge Art: Cordierit, Sillimanit, Gneis | Hanganriss/Felswand            | bedeutend          | Naturdenkmal, Landschaftsschutzgebiet, Naturpark       |                                 |
| Eisensandsteinstufe SSW von Spielberg                        |                | 376R023   | Schwandorf Position             | Bodenwöhrer Senke         | Der Ausstrich des Eisensandsteins aus dem Dogger bildet am Hang eine markante Steilstufe, die über weite Strecken im oberen Steilhang von Felswänden gebildet wird. Direkt oberhalb der Felsen schließt sich eine Verebnungsfläche an. An den Felswänden ist Eisensandstein mit Kreuzschichtung aufgeschlossen. Besonders markant ausgebildet ist hier eine Wabenverwitterung des Sandsteines. Von Lochmustern (wenige mm-Größe) bis hin zu Wabennetzen (Wabe wenige cm groß) ist alles vertreten. | 14000 700 × 20           | Typ: Schichtstufe, Gesteinsart, Tafoni/Wabenverwitterung Art: Sandstein                | Hanganriss/Felswand            | wertvoll           | kein Schutzgebiet                                      |                                 |
| Felsfreistellung E von Dietldorf                             |                | 376R024   | Burglengenfeld Position         | Mittlere Frankenalb       | Unmittelbar nördlich der Straße Dietldorf-Burglengenfeld ist in einer Felsfreistellung der Grenzbereich zwischen der kalkigen Arzberg-Formation (Malm Gamma) und der dolomitischen Pottenstein-Formation (Malm Delta) aufgeschlossen. | 600 30 × 20              | Typ: Härtling Art: Kalkstein, Dolomitstein                                             | Felshang/Felskuppe             | wertvoll           | kein Schutzgebiet                                      |                                 |